# Stevia chilapensis
Stevia chilapensis là một loài thực vật có hoa trong họ Cúc. Loài này được Soejima & Yahara mô tả khoa học đầu tiên năm 2001.